# Payera marojejyensis
Payera marojejyensis là một loài thực vật có hoa trong họ Thiến thảo. Loài này được Buchner & Puff mô tả khoa học đầu tiên năm 1993.